# فرودگاه کاروان
فرودگاه کاروان (به لاتین: Kerben Airport) یک فرودگاه در قرقیزستان است که در شهر کاروان واقع شده‌است.

## نگارخانه

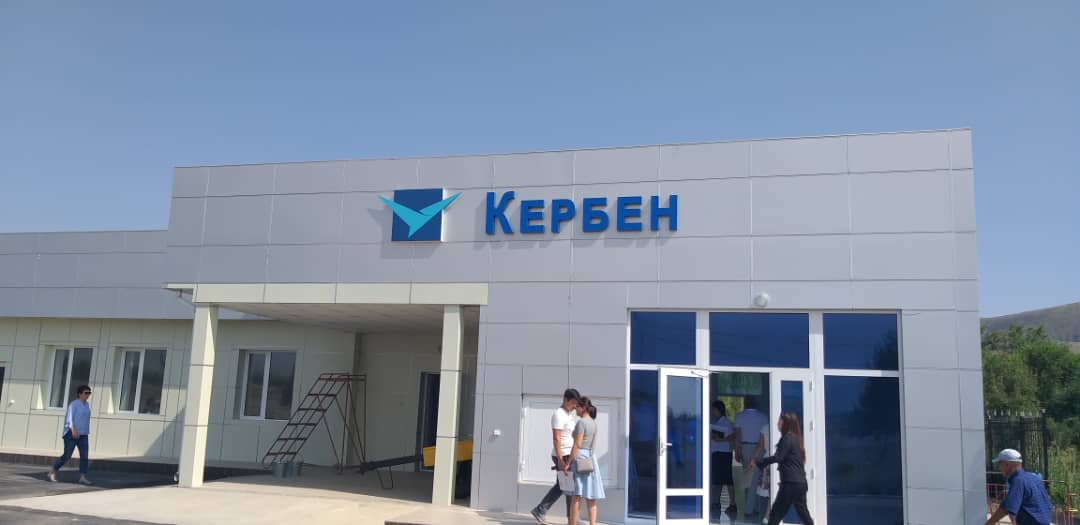
نمایی از فرودگاه